# New Hope (Pensilvania)
New Hope es un borough ubicado en el condado de Bucks en el estado estadounidense de Pensilvania. En el año 2000 tenía una población de 2,252 habitantes y una densidad poblacional de 684 personas por km².

## Geografía
New Hope se encuentra ubicado en las coordenadas 40°21′37″N 74°57′26″O / 40.36028, -74.95722.

## Demografía
Según la Oficina del Censo en 2000 los ingresos medios por hogar en la localidad eran de $60,833 y los ingresos medios por familia eran $87,868. Los hombres tenían unos ingresos medios de $49,750 frente a los $46,700 para las mujeres. La renta per cápita para la localidad era de $45,309. Alrededor del 6% de la población estaba por debajo del umbral de pobreza.